# Quercus gomeziana
Quercus gomeziana är en bokväxtart som beskrevs av Aimée Antoinette Camus. Quercus gomeziana ingår i släktet ekar, och familjen bokväxter. Inga underarter finns listade.